# Балка Мокра
Балка Мокра — балка (річка) в Україні у Великобурлуцькому районі Харківської області. Права притока річки Великого Бурлуку (басейн Сіверського Дінця).

## Опис
Довжина балки приблизно 3,70 км, найкоротша відстань між витоком і гирлом — 3,48 км, коефіцієнт звивистості річки — 1,06. Формується декількома струмками та загатами. На деяких ділянках балка пересихає.

## Розташування
Бере початок у селі Федорівка. Тече переважно на південний схід і на північно-східній околиці Шевченкове впадає у річку Великий Бурлук, ліву притоку річки Сіверського Дінця.

## Цікаві факти
- Біля витоку балки на північно-західній стороні на відстані приблизно 2,50 км пролягає автошлях Т 2104[3] (територіальний автомобільний шлях в Україні, Харків — Старий Салтів — Вовчанськ — Білий Колодязь — Приколотне — пункт контролю Чугунівка. Проходить територією Харківського, Вовчанського і Великобурлуцького районів Харківської області.).
- У XX столітті на балці існували свино-тваринна ферма (СТФ) та декілька газових свердловин[2], а у XIX столітті — 1 хутір[1].